# Andi Slawinski
Andi Slawinski (* 10. Februar 1976 in Hannover) ist ein deutscher Schauspieler.
Bekannt wurde Andi Slawinski durch die Rolle des Heino Toppe in der Serie Verbotene Liebe, die er von 1997 bis 2000 spielte. Anschließend hatte Andi Slawinski Gastrollen in Berlin, Berlin, Marienhof, Alphateam, Verdammt verliebt, Lindenstraße, SOKO Köln, Praxis Bülowbogen. 2006 spielte er in Das Geheimnis meines Vaters eine Hauptrolle als Thorsten Kämpe, 2007 war er als Björn in Maddin in Love zu sehen.
2008 spielte er die Episodenhauptrolle Peter Franke in der täglichen RTL-Serie 112 – Sie retten dein Leben und übernahm eine durchgehende Hauptrolle als Dr. Paul Hartmann in der neuen ZDF-Telenovela Alisa – Folge deinem Herzen, die seit März 2009 ausgestrahlt wird. Mit Folge 38 musste er die Serie auf Wunsch der Produktion verlassen. Ab Folge 41 wurde er in der Rolle durch Ben Bela Böhm ersetzt.

## Filmografie
- 1997–2000: Verbotene Liebe
- 2000: Unser Charly
- 2000: St. Angela
- 2000: Alphateam
- 2001: Wilsberg
- 2001: Die Wache
- 2002: Verdammt verliebt
- 2002: Die Bürgschaft
- 2003: Lindenstraße
- 2004: SOKO Köln
- 2002–2004: Berlin, Berlin
- 2004: Dr. Sommerfeld – Neues vom Bülowbogen
- 2004: Mit deinen Augen
- 2006: Das Geheimnis meines Vaters
- 2008: 4 Singles
- 2009: Alisa – Folge deinem Herzen
- 2012: Ein Fall für die Anrheiner